# Újhettita királyságok
Az újhettita királyságok összefoglaló név azokat az ókori államokat jelöli, amelyek Észak-Szíriában, Kelet- és Dél-Anatóliában alakultak a Hettita Birodalom bukása után az i. e. 12. században és közvetlenül utána. Történetük többnyire Urartu és az Asszír Királyság nagymértékű expanziójával ért véget az i. e. 8. században. A legfontosabbak Hatti (azaz Karkemis), Melíd (később Kammanu, majd Meliténé) és Muskhi, a frügök állama. Ezek mellett Gurgum, Tabaal, Hilakku (Kilíkia) is jelentős, valamint a később, ezen kis államok továbbosztódásával létrejövő Tuvana (Tüana), Hattina (Alalah–Ugariti Királyság vagy Unki), Szamal, Danuna (Danaosz), Kumakha (Kommagéné), Kúe, Hatarikka, Arpad (Bít-Agúszi) játszottak nagyobb szerepet. E kicsiny államok közül Szamal és Karkemis igen sokáig állták az asszírok támadásait, és csak akkor estek el az i. e. 8. század legvégén, amikor már minden oldalról asszír területek vették körül őket.

## Szíria és Fönícia a hettita korban
Az újhettita királyságok főképp az észak-szíriai régióban fekszenek, ezenkívül az Eufrátesz nagy kanyarja mentén, az Anatóliát Mezopotámiától elválasztó területen, valamint a később Fönícia néven ismertté vált térségben. Ezeken a helyeken régi hagyomány volt a városkirályságok és kisebb territoriális fejedelemségek léte, és valójában sosem voltak szerves részei egyetlen más államalakulatnak sem, hanem legfeljebb vazallusi függőségben lévő helyi uralkodók álltak az élükön. A föníciai tengerparton önálló városok sorakoztak, közülük a legjelentősebb Gebal (görögül Büblosz), Szór (Ṣôr, görögül Türosz), Ugarit, Arvád (Arwâd) és Szaida (Szidón). Föníciának és a föníciaiaknak sosem volt egységes nevük, a lakosság egy-egy város embereinek nevezte magát.
Észak-Szíriában a Tadmur (Palmüra) oázistól északra fekvő területeken szintén régi hagyományokkal rendelkező államiság létezett. Már az i. e. 3. évezred elejétől Ebla, majd annak utódállama, Jamhad (Jamḫad, másképp Jamkhad) összekötő kapocs volt a földközi-tengeri és mezopotámiai kereskedő útvonalak között. Aleppó (Ḫalpa), Katna (Ḳatna, másképp Qatna) és Alalah (Alalaḫ) és Kinza (Kádes) a legfontosabb települések. Szíria első nagyobb léptékű politikai szerveződése Amurrú volt, melynek egyik fejedelme, Abduasirta (ʿAbduaširta) az Orontész felső szakaszának vidékét egyesítette. Fia, Aziru még északabbra hatolt. Ez az állam előbb Egyiptom, később Hatti vazallusa volt, majd a hettiták államának bukása után részterületeire esett szét. Ezekből a legnagyobb részt a továbbra is Hattinak nevezett Karkemisi Királyság birtokolta.
Az Anatólia és Mezopotámia közötti határterületen, az Eufrátesz nagy kanyarjának északi részén a hettiták kora előtt nem ismert államalakulat. A területen Adanijasz, Szamal, Markasu (Markašu) és Melíd (Meliténé) városok a legfontosabb későbbi territórium-központok, még északabbra Isuva (Išuwa), Suhmu (Šuḫmu), Hajasa (Ḫai̯aša) és Azzi, amelyek viszont az újhettita korban Urartu hódításai miatt nem játszottak nagyobb szerepet. Karkemis a kanyar déli részén már az Eblát felváltó Jamhad fővárosa volt, és nem tudjuk, Ebla vagy Jamhad befolyása mennyire terjedt ki észak felé.

## Késő bronzkori népvándorlás
A Hettita Birodalom fennállásának idején már több anatóliai államról tudunk. Legalábbis név szerint, mivel egyesek földrajzi helyzete vitatott. Ilyenek például Partahiuna (Partaḫuina) a későbbi Galatia területén, Cippaszla (Zippašla) Lüdia helyén, Asszuva (Aššuwa), Másza (Mâša), Ahhijava (Aḫḫiyau̯a, talán akháj?) és Millavanda (Millau̯anda) a hettita államtól nyugatra, Kaska pedig a pontoszi vidéken. Érdekesség Ijalanda (Ii̯alanda) állama, amit a legtöbben Trója városállamával, a dardánok fejedelemségével azonosítanak. (Fővárosának neve Atrija vagy Taruisza (Taruiša), ami az Átreusz és Trója nevekkel is rokonítható, ugyanakkor Ijalanda a homéroszi Ílion megfelelője.)
A hettita nagybirodalmi kor az i. e. 13. században nagyon gyorsan ért véget. Már III. Hattuszilisz lemondott egész Dél-Szíriáról, hogy királysága magterületeit védhesse, és szövetséget kötött I. Sulmánu-asaríduval, hogy Asszíria biztosítsa a keleti vidékeit Urartuval szemben. Később, az Urartu feletti asszír győzelem után viszont i. e. 1270-ben Asszíria a hettiták ellen fordult. Ezért a babiloni II. Kadasman-Enlil kasszita királlyal egyezkedett Asszíria ellen. Az i. e. 1274-es kádesi csata után 16 évvel Egyiptom és Hatti örök barátsági szerződést kötöttek, amelyben segélynyújtási kötelezettségeket is vállaltak egymás felé, valamint II. Ramszesz feleségül vette Hattuszilisz egyik leányát. Ennek betartásáról Merenptah 4. uralkodási évéből van adat, amikor élelmiszert szállítottak a hettitáknak. Hattuszasznak egyszerre többfelé kellett hadakoznia, így a kiújuló nyugati lázadások, Kaszka függetlenedési törekvése mellett új problémával is szembenéztek, a tengeri népek inváziójával.
Asszíria igen nehéz helyzetbe kerülhetett volna, ha a hármas asszírellenes koalíció létrejön, annak ellenére, hogy Babilon nem volt számottevő erő abban az időben (Elámmal is folytonosan hadakozott, ezenkívül az arameus vándorlás is elérte), Egyiptom pedig földrajzilag fekszik messzire. A tengeri népek inváziója azonban megadta a kegyelemdöfést a Hettita Királyságnak, amely III. (IV.) Tudhalijasz alatt már csak a fennmaradásért küzdött. A hettita katonai potenciált jelzi, hogy még ebben a nehéz helyzetben is sikeres háborút vívtak a támadó Asszíria ellen. A hettitáknak hamarosan nem maradt kikötőjük, ahol Egyiptom élelmiszereit fogadhatták volna. Ráadásképp a tengeri népek vándorlása nem csak a tenger felől, hanem gyakorlatilag minden irányból Anatólia felé tartott. Déli migrációjuk elől ugyanis Egyiptom zárta el az utat, ezért Kisázsia minden partvidékét megszállták, elpusztítva a hettita államot és erősen meggyengítve Asszíriát is.
A tengeri népek, az arameusok és az arabok feltűnésével a terület népsűrűsége megnőtt, az etnikumok keveredtek. A térségben a hettita nyelvek egyikén, a luvin kívül az arámit és a kánaáni csoportba tartozó föníciai nyelvet beszélték. Közlekedő nyelvük az asszír lehetett.

## Asszíria ellen
Az újhettita államok ilyen körülmények között részben a hettita örökség folytatói, részben pedig a népvándorlás népeinek új államalakulatai. Az újhettita államok teljes fennállásuk alatt Asszíria fenyegetésével néztek szembe, amely állam az i. e. 1076 és i. e. 884 közti, az arameus invázió hatására bekövetkező átmeneti időszaka után II. Assur-nászir-apli trónraléptével újra hódításokba kezdett.
A szíriai államok ez időben védelmi koalíciókba tömörültek. E szövetségek hatásosnak bizonyultak. III. Sulmánu-asarídu Bít-Agúsit és Jahant szándékozott leigázni, amikor Soba-Aramú (Damaszkosz) vezetésével a szíriai egyesült haderőkbe botlott. Valószínűleg néhány egyiptomi egység is jelen volt, és e csata kapcsán tűnik fel először az arabok említése. A karkari csatában az addig látott legnagyobb hadsereget vezette elő, mintegy 120 000 harcost, és Karkar mellett vereséget szenvedett, bár évkönyveiben győzelemként könyveli el. Az asszírok olyan súlyos vereséget szenvedtek, hogy Sulmánu-asarídu csak nyolc év elteltével vonult újra Szíriába.
A védelmi koalíció azonban hamarosan szétesett, így négy év múltán Soba-Aramú, i. e. 835-re Bít-Agúsi, i. e. 825-ben Sam'al esett el. Sam'al uralkodója segítséget kért Danuna ellen, de végül Asszíria foglalta el a területet, miközben Kumakha és Gurgum tehetetlenül nézte, ahogy az asszír hadsereg keresztülvág rajtuk.
III. Sulmánu-asarídut végül az urartui konfliktus fordította el Szíriától, és ettől kezdve az észak-szíriai államok Urartu szövetségét keresték. Az észak-szíriai-urartui együttműködésnek végül III. Tukulti-apil-ésarra vetett véget, amikor i. e. 738-ban elfoglalta Kumahát, és ezzel elvágta egymástól a feleket, majd újra elfoglalta Arpad városát, amely – lévén a legveszélyesebb földrajzi helyzetben – a védelmi együttműködés központja volt. Arpad meghódításával viszont Asszíria olyan stratégiai fontosságú területhez jutott, ahonnan kiindulva néhány éven belül (három hadjáratban) meghódította Hamátut és Föníciát, Akház júdeai király segítségével Izraelt, Palesztinát és Soba-Aramút.
Ezzel befejeződött az újhettita királyságok története.

## Az újhettita államok

### Észak-Szíria
- Tabaal (Taba'al)
- Tuwanuwa (Tüana, Tuwana, Hupiszna, Sinukhtu)
- Melíd (Meliténé, Kammanu)
- Hilakku (Kilíkia)
- Kuwé (Karatepe)
- Gurgum
- Kumakha (Kommagéné)
- Karkemis (Karḳemîš, Kargamis)

### Dél-Szíria (arámi csoport)
- Sam'al (bár földrajzilag inkább az északihoz, sőt Anatóliához tartozik
- Bít-Adini
- Guzána
- Unki (Alalah–Ugariti Királyság, vagy Hattina)
- Ain Dara
- Jahan (Bít-Agúsi, Arpad)
- Hatarikka
- Soba-Aramú (Hamát(u))

## Fordítás
- Ez a szócikk részben vagy egészben  a   Syro-Hittite states című angol Wikipédia-szócikk fordításán alapul.  Az eredeti cikk szerkesztőit annak laptörténete sorolja fel. Ez a jelzés csupán a megfogalmazás eredetét és a szerzői jogokat jelzi, nem szolgál a cikkben szereplő információk forrásmegjelöléseként.